# 리카짱
리카짱(일본어: リカちゃん)은 일본 타카라토미가 1967년 7월 4일부터 발매한 육일 인형(패션 인형)이다.

## 프로필 설정
- 본명 : 카야마 리카
- 생일 : 5월 3일
- 나이 : 11살(초등학교 5학년)
- 별자리 : 황소자리
- 신장 : 142cm
- 체중 : 34kg